# Adiós (canción de Alejandra Guzmán y Farruko)
"Adiós" es una canción grabada e interpretada por la cantante y compositora mexicana de rock Alejandra Guzmán en colaboración con el reguetonero puertorriqueño Farruko. Fue lanzado el 5 de junio de 2015 por la discográfica Sony Music como el primer sencillo de su decimocuarto álbum de estudio A + no poder. La canción fue escrita por ella misma junto con el reguetonero de igual manera.

## Video musical
No existe un video oficial pero fue lanzada un cover audio un mes después de su lanzamiento en la plataforma digital YouTube.

## Lista de canciones

### Descarga digital[5]
| Adiós (feat. Farruko) — Single |                         |          |  |
| N.º                            | Título                  | Duración |  |
| 1.                             | «Adiós (feat. Farruko)» | 3:17     |  |

## Posicionamiento en listas
| Lista                            | Posición |
| -------------------------------- | -------- |
| Billboard Mexico Airplay         | 46       |
| Billboard Mexico Espanol Airplay | 15       |